# Pfarrkirche Fügen

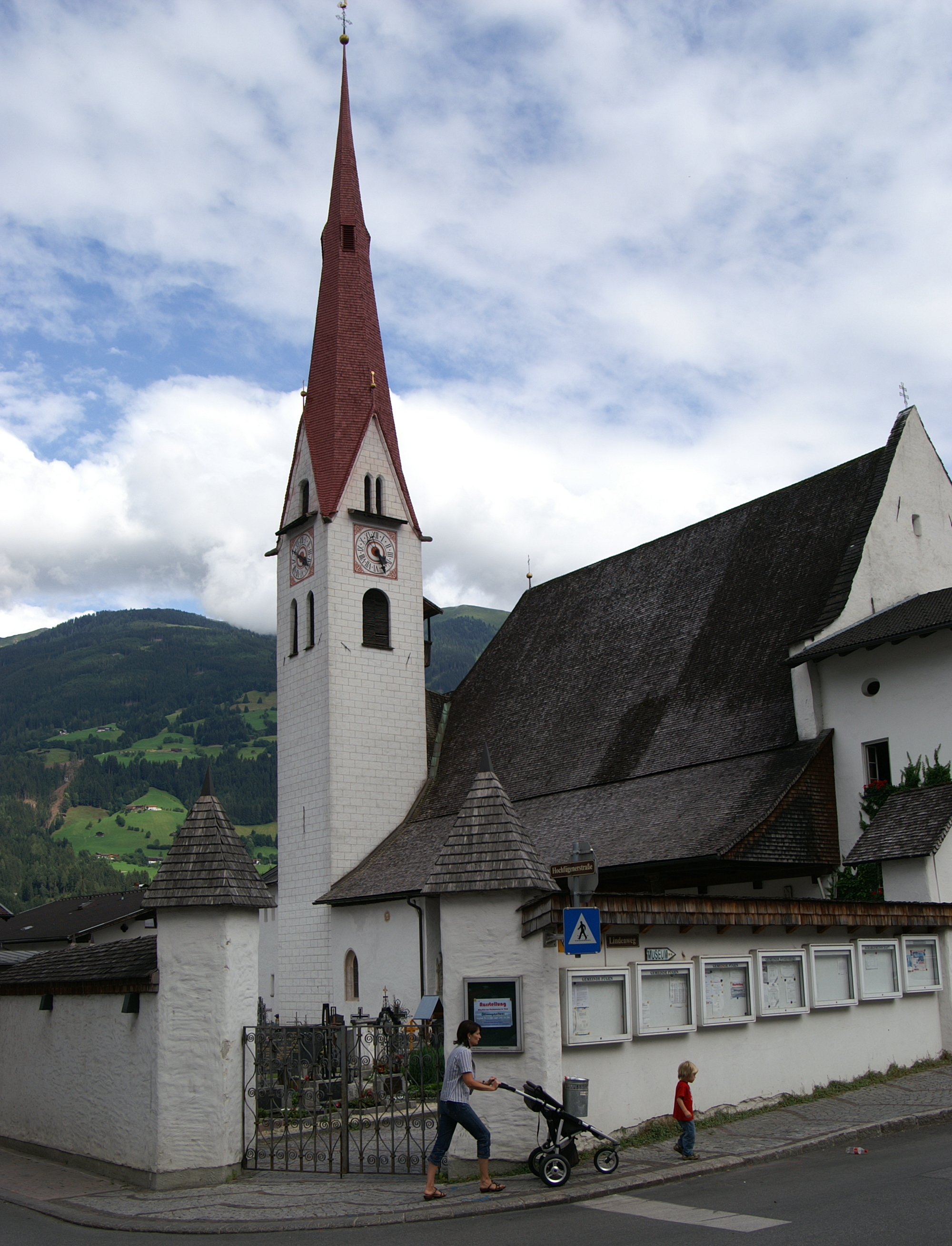
Katholische Pfarrkirche Mariä Himmelfahrt in Fügen

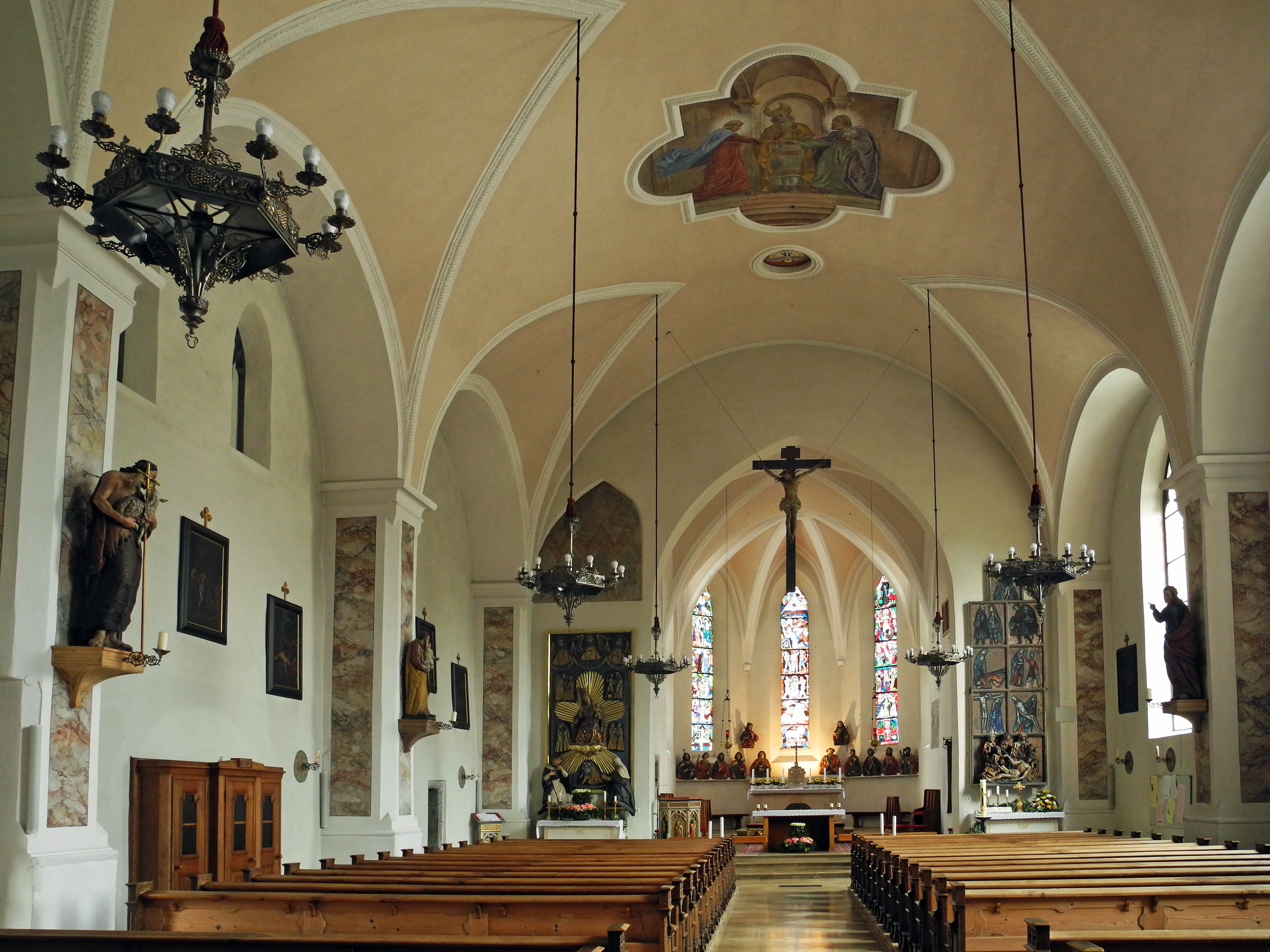
Innenansicht, Blick zum Chor

Die Pfarrkirche Fügen im Zillertal steht mittig im Ort in der Gemeinde Fügen im Bezirk Schwaz im Bundesland Tirol. Die dem Patrozinium Mariä Himmelfahrt unterstellte römisch-katholische Pfarrkirche gehört zum Dekanat Fügen-Jenbach in der Diözese Innsbruck. Die Kirche steht unter Denkmalschutz (Listeneintrag).

## Geschichte
Urkundlich wurde 1183 eine Kirche und 1212 eine Pfarrkirche genannt. Die Kirche war zumeist von Domherren aus Brixen besetzt. Die Chor- und Langhausmauern wurden 1330 genannt. Das Langhaus wurde 1494/1497 verändert, mit Lisenen an der Südwand und zwei gekehlten Portalen. Nördlich am Langhaus ist eine hölzerne Vorhalle angebaut. Der Nordturm mit einem Spitzhelm entstand 1495.

## Architektur
Der gotische Kirchenbau auf romanischem Ursprung hat einen Nordturm und ist von einem Friedhof umgeben. Das Turmportal zeigt ein Wappen mit 1605.
Das Kircheninnere zeigt ein vierjochiges Langhaus unter einer Stichkappentonne, ursprünglich hatte das Langhaus eine Flachdecke. Der zweijochige gotische Chor mit einem ehemals gotischen Gewölbe erhielt im 17. Jahrhundert ein Gewölbe mit Stuckrippen.
Es gibt Wandmalereien mit Resten von architektonischen Fresken an der Langhausnordwand und am Chorbogen, im Westen mit Szenen aus der Sebastians- und Nikolauslegende um 1330/1350, im Chor zwei weibliche Heilige um 1370, im Langhaus an der Südwand Auferweckung ds Lazarus 1597, hinter der Orgel Wappenfresko Bischof Kaspar Künigl von Brixen aus dem 18. Jahrhundert. Die Deckenfresken aus dem Marienleben schuf Toni Kirchmayr 1943. Die Glasmalereien schuf Karl Hauk 1943.

## Ausstattung

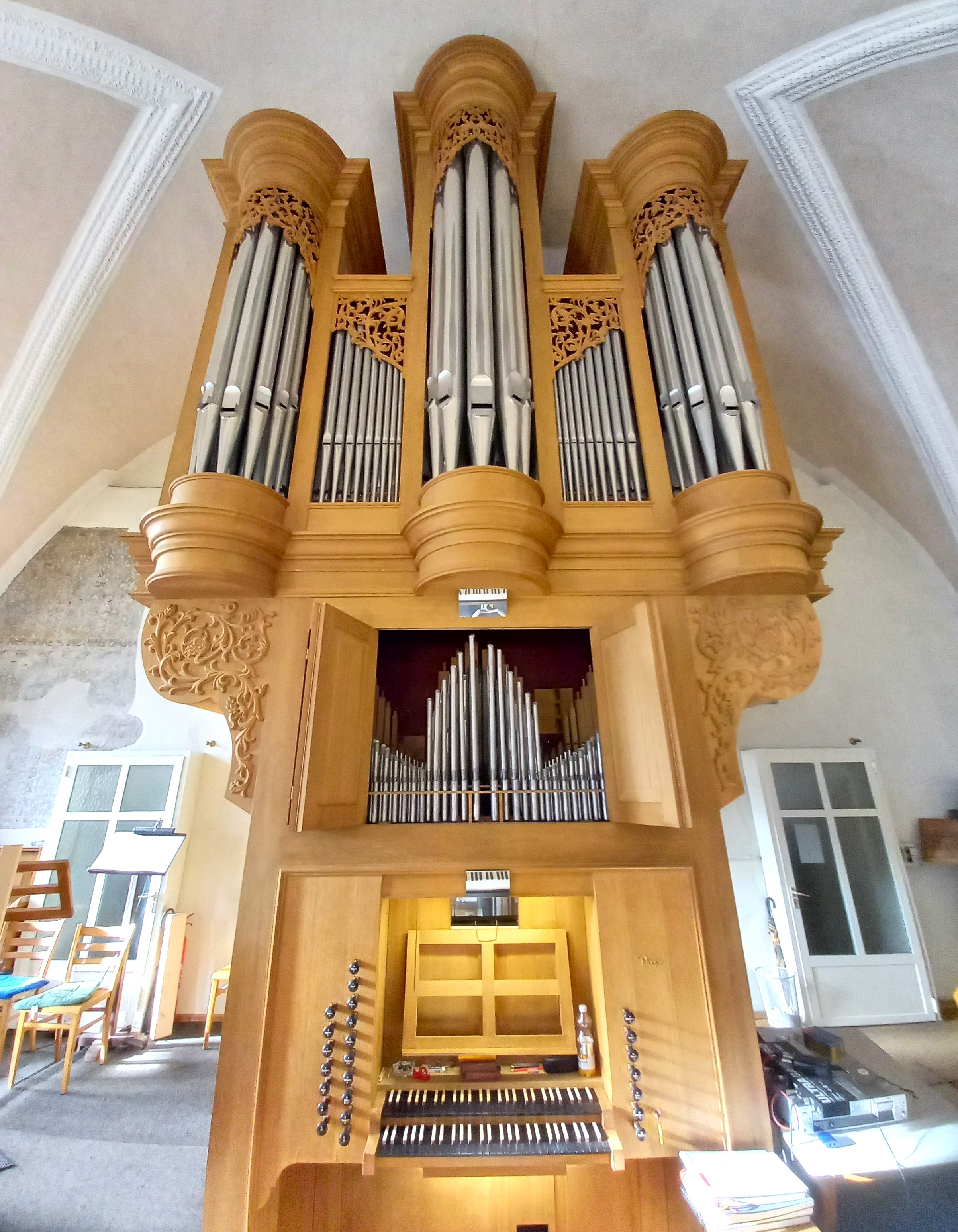
Rieger-Orgel

Die Orgel baute Rieger Orgelbau 1980 unter Verwendung des Vorgängerinstruments.